# Campeonato Europeo de Baloncesto Femenino de 1976
El XV Campeonato Europeo de Baloncesto Femenino se celebró en Francia entre el 20 y el 29 de mayo de 1976 bajo la denominación EuroBasket Femenino 1976. El evento fue organizado por la Confederación Europea de Baloncesto (FIBA Europa) y la Federación Francesa de Baloncesto.
Un total de doce selecciones nacionales afiliadas a FIBA Europa compitieron por el título europeo, cuyo anterior portador era el equipo de la Unión Soviética, vencedor del EuroBasket 1974. 
La selección de la Unión Soviética se adjudicó la medalla de oro, la plata fue para Checoslovaquia y el bronce para Bulgaria.

## Plantilla del equipo campeón
- Unión Soviética:

Angelė Rupšienė, Vida Šulskytė, Raïsa Kurv'jakova, Ol'ga Baryševa, Tat'jana Ovečkina, Nadežda Šuvaeva, Uliana Semiónova, Nadežda Zacharova, Nelli Ferjabnikova, Ol'ga Sucharnova, Tamāra Dauniene, Natalja Klymova. Seleccionadora: Lidia Alekséyeva